# Мора (Евора)
Мо́ра (порт. Mora; МФА: [ˈmo.ɾɐ]) — муніципалітет і містечко в Португалії, в окрузі Евора. Розташований у центрально-південній частині країни, на теренах історичної португальської провінції Алентежу. Належить до Еворської діоцезії Католицької церкви в Португалії. Права міського самоврядування має з 1519 року. Поділяється на 4 парафії. За адміністративним поділом, чинним до 1976 року, був складовою провінції Верхнє Алентежу. Площа муніципалітету — 443,95 км², населення муніципалітету — 4978 ос. (2011); густота населення — 11,21 осіб/км²
. Патрон — Діва Марія. Святковий день муніципалітету — 1-й понеділок після Пасхи. Поштовий індекс — 7490.  Код місцевої адміністративної одиниці — 0707. Складова статистичного регіону Алентежу.

## Географія
Мора розташована в центрі Португалії, на північному заході округу Евора.
Мора межує на півночі з муніципалітетом Понте-де-Сор, на північному сході — з муніципалітетом Авіш, на сході — з муніципалітетом Созел, на південному сході — з муніципалітетом Аррайолуш, на заході — з муніципалітетом Коруше.

## Історія
1519 року португальський король Мануел I надав Морі форал, яким визнав за поселенням статус містечка та муніципальні самоврядні права.

## Населення
| Кількість мешканців | Кількість мешканців | Кількість мешканців | Кількість мешканців | Кількість мешканців | Кількість мешканців | Кількість мешканців | Кількість мешканців | Кількість мешканців | Кількість мешканців | Кількість мешканців | Кількість мешканців | Кількість мешканців | Кількість мешканців | Кількість мешканців |
| ------------------- | ------------------- | ------------------- | ------------------- | ------------------- | ------------------- | ------------------- | ------------------- | ------------------- | ------------------- | ------------------- | ------------------- | ------------------- | ------------------- | ------------------- |
| 1864                | 1878                | 1890                | 1900                | 1911                | 1920                | 1930                | 1940                | 1950                | 1960                | 1970                | 1981                | 1991                | 2001                | 2011                |
| 3 674               | 4 176               | 4 710               | 5 425               | 6 648               | 7 160               | 8 530               | 9 613               | 10 271              | 10 276              | 7 588               | 7 056               | 6 588               | 5 788               | 4 978               |